# Vrh pri Ljubnu
Vrh pri Ljubnu – wieś w Słowenii, w gminie miejskiej Novo mesto. W 2018 roku liczyła 89 mieszkańców. 